# 亞普漢克 (紐約州)
亞普漢克（英語：Yaphank）是位於美國紐約州薩福克縣的普查規定居民點。

## 人口
根據2020年美國人口普查的數據，亞普漢克的面積為35.70平方千米，當中陸地面積為35.40平方千米，而水域面積為0.30平方千米。當地共有人口5974人，而人口密度為每平方千米167.34人。